# Ixora effusa
Ixora effusa là một loài thực vật có hoa trong họ Thiến thảo. Loài này được Chun & F.C.How mô tả khoa học đầu tiên năm 1974.